# Schaudinnia
Schaudinnia is een geslacht van sponsdieren uit de klasse van de Hexactinellida.

## Soort
- Schaudinnia rosea (Fristedt, 1887)